# Selman Waksman
Pour les articles homonymes, voir Waksman.
Selman Abraham Waksman (né le 22 juillet 1888 à Prilouki dans le gouvernement de Kiev, actuellement en Ukraine, alors dans l'empire Russe et mort le 16 août 1973) est un microbiologiste américain d'origine russe ashkénaze. Il est lauréat du prix Nobel de physiologie ou médecine de 1952.

## Biographie
Son père s'appelait Jacob Waksman et sa mère, Fradia London. Après avoir suivi des cours du soir, il part pour les États-Unis en 1910.
Il entre à l'automne 1911 au Rutgers College et obtient son B.Sc. en 1915. Il est alors employé comme assistant de recherche en bactériologie du sol par le professeur J.G. Lipman dans la New Jersey Agricultural Experiment Station tout en continuant ses cours. En 1916, il obtient la nationalité américaine puis passe son doctorat en biochimie en 1918 à l'université de Californie. Invité par le professeur Lipman, il retourne au Rutgers College comme microbiologiste. Il devient professeur assistant en 1925 puis est titularisé en 1930. Lorsque le département de microbiologie est créé en 1940, il en prend la tête. En 1949, il est nommé directeur de l'Institut de microbiologie et le restera jusqu'à sa retraite en 1958. Il se maria avec Deborah B. Mitnik (1895-1974), dont il eut un fils, Byron H. Waksman, lui aussi professeur de microbiologie (Yale University Medical School).
Selman Waksman fut nommé professeur honoraire en médecine, en sciences, en agriculture, en droit et en lettres par les universités de Liège, Athènes, Pavie, Madrid, Strasbourg, Jérusalem, Göttingen, Pérouse, Keiō (au Japon) et de plusieurs universités et collèges américains.
On lui doit entre autres la découverte de l'actinomycine (1940), la clavacine, la streptothricine (1942), la streptomycine (1943), la griséine (1946), la néomycine (1948), la fradicine, la candicidine, la candidine, et bien d'autres. En 1952, il est lauréat du prix Nobel de physiologie ou médecine « pour sa découverte de la streptomycine, le premier antibiotique efficace contre la tuberculose ».
Des recherches récentes montrent que c'est l'élève de Waksman, Albert Schatz, qui avait découvert la streptomycine. 
Waksman a aussi défini, dans les années 1930, le mot antibiotique.

## Distinctions
- Commandeur de la Légion d'honneur[3].

## Hommage
Un timbre ukrainien a son effigie a été édité en 2018.

## Publications
- (en) Microbial Antagonisms and Antibiotic Substances, The Commonwealth Fund, 1945
- Ma vie avec les microbes [« My life with the microbes »] (trad. de l'anglais par Léon Rozenberg, préf. André George, Avec une préface et un chapitre final écrits pour la présente édition française), Paris, Albin Michel, coll. « Les savants et le monde », 1964, 349 p. (BNF 33219804)